# Roosa Laakkonen
Roosa Laakkonen (* 4. Juni 1994) ist eine finnische Volleyballspielerin.

## Karriere
Laakkonen spielte 2012/13 beim finnischen Erstligisten HPK Naiset und wechselte anschließend zum Lokalrivalen LP Kangasala, mit dem sie 2014 den finnischen Pokal gewann. In der Saison 2017/18 spielte die Mittelblockerin beim deutschen Bundesligisten USC Münster. Danach wechselte sie nach Frankreich zu Évreux Volley-ball. Nach drei Spielzeiten in ihrer Heimat (2021 erneute finnische Pokalsiegerin) wechselte sie zur Saison 2022/23 zum VfB Suhl Lotto Thüringen zurück in die Volleyball-Bundesliga.
Laakkonen spielt seit 2013 auch in der finnischen Nationalmannschaft.